# Malania oleifera
Malania oleifera  es la única especie del género monotípico Malania perteneciente a la familia de las olacáceas.    Es originaria del Sudeste de Asia. 

## Descripción
Son árboles, que alcanza un tamaño de  10-20 m de altura. Las ramas marrón, con lenticelas dispersas. Pecíolo de 1-2 cm; Las hojas con el limbo elíptico a elíptico-lanceoladas, de 7-15 x 2,5-6 cm, como de papel grueso a ± coriáceas, minuciosamente pubérulas cuando son jóvenes, glabrescentes, base anchamente cuneada a obtusa y, a veces un poco desigual, ápice agudo a acuminado ; vena media adaxialmente impresionado; venas secundarias 3-5 a cada lado del nervio central,  el envés prominente, adaxialmente plana o ligeramente impresionada. Las inflorescencias en umbelas de10-15 flores; pedúnculo 1-2,5 cm. Pedicelo de 5-7 mm. Cáliz 4 (o 5)-dentado, ca. 1 mm, no acrescentes. Pétalos de color verdoso, ampliamente ovados, de 3 mm. El fruto es una drupa achatada o con forma de pera, de 3-4.5 cm de diám., glabra. Semilla ± globosa. Fl. Abril-septiembre, fr. Mayo-diciembre.

## Distribución y hábitat
Se encuentra en los bosques, las laderas de las montañas, las colinas de piedra caliza; a una altitudf de 300-1700 metros en Guangxi y Yunnan.

## Taxonomía
Malania oleifera fue descrita por Chun & S.K.Lee y publicado en Bulletin of Botanical Laboratory of North-Eastern Forestry Institute 6: 67–68, f. 1, 2. 1980.